# Catarina de Eça
Catarina de Eça (c. 1444 - 1521) foi uma religiosa portuguesa.

## Biografia
D. Catarina de Eça era filha de D. Fernando de Eça, Senhor de Eça, e de sua terceira mulher Isabel de Ávalos.
Foi famosa 17.ª Abadessa do Mosteiro de Lorvão em 1472, cargo que exerceu até 1521.
Foi amante de Pedro Gomes de Abreu, Senhor de Regalados e sobrinho-neto do Bispo adiante referido, do qual teve uma filha. Sobre estas religiosas, Anselmo Braamcamp Freire escreve: "foi característico o porte desregrado das senhoras das primeiras gerações dos Eças, e bem revelador do atavismo, ou melhor, da hereditariedade, a que se mostraram sujeitas". É curioso que várias pessoas da sua família, igualmente religiosas, se celebrizaram também por ilícitos amores com parentes do Bispo. Uma meia-irmã, D. Beatriz de Eça, Abadessa do Mosteiro de Celas, teve ilícitos amores com o Bispo de Viseu, D. João Gomes de Abreu, do qual teve dois filhos. Joana de Eça, filha duma irmã e meia-irmã, respectivamente, das duas anteriores, e também Abadessa do Mosteiro de Celas, teve amores com Vasco Gomes de Abreu, Poeta dos Cancioneiros e sobrinho do Bispo. Finalmente, D. Filipa de Eça, prima-irmã da anterior e filha de D. Pedro de Eça, irmão e meio-irmão, respectivamente, das duas primeiras, Abadessa do Mosteiro de Vale de Madeiros e do Mosteiro de Lorvão, foi amante do Poeta João Gomes de Abreu. Anselmo Braamcamp Freire, que estudou este assunto, diz que as Freiras da família de Eça "parece terem tomado a peito procriarem bastardos dos Abreus". A terminar, acrescenta que, em Carta do Rei D. João III de Portugal datada de 31 de Agosto de 1543 para o Embaixador de Portugal nos Estados Pontifícios junto do Papa Paulo III, o Rei pede ajuda para combater o comportamento dissoluto das Eças no Mosteiro de Lorvão.
Entre 1479 e 1484 teve um amor ilícito com Pedro Gomes de Abreu, do qual teve uma filha sacrílega, Margarida de Eça, Abadessa do Mosteiro de Lorvão.
A 28 de Setembro de 1497, Fernão Nunes, criado de D. Catarina de Eça, Abadessa do Mosteiro de Lorvão, teve mercê do ofício de Escrivão das Sisas e Dízimo do pescado de Esgueira, na vaga de Pero Vasques, que perdeu o ofício por erros graves, nomeadamente quando, a troco de pescado dado pelos pescadores de Esgueira, de livre vontade ou sob coacção, não cobrava o Dízimo devido com prejuízo dos Siseiros. Estas situações passaram-se, por exemplo, com Álvaro Gil, arraz (?), e João Giraldes. Também quando João Gil e Maria Martins eram Siseiros dos vinhos e dos azeites de Esgueira e requereram ao Escrivão que fizesse varejo com o porteiro aos vendeiros e regatães, este comportou-se como se fosse Procurador dos comerciantes. Também recebeu vinho dum almocreve que o ia vender a um Afonso Pires.
A 24 de Novembro de 1519, D. Catarina de Eça, Abadessa do Mosteiro do Lorvão, passou recibo a João Vaz de 460 reais que D. Manuel I de Portugal mandava dar em cada ano ao Mosteiro.
Está sepultada na Casa do Capítulo do Convento de Lorvão, com o seguinte epitáfio: «Sepultura de D. Catarina de Eça neta delRey D. Pedro 1ª Abbadeça perpetua».
Na Exposição de Arte Ornamental, celebrada em Lisboa em 1882, admirava-se uma artística pedra de ara de serpentina verde, guarnecida de folha de prata dourada, que pertencera àquele Convento, e fora mandada fazer por esta Abadessa, conforme constava da respectiva inscrição.